# Libro de Arda Viraf
El Libro de Ardā Wīrāz (pahlavi Ardā Wīrāz nāmag), IPA:[ardaː wiːraːz naːmag], es un texto religioso del zoroastrismo de la era sasánida, escrito en persa medio o pahlavi. Contiene unas 8.800 palabras y describe un viaje onírico de un fiel zoroástrico (Wīrāz, bendito) a través del mundo de los muertos. El texto adquirió su formato definitivo entre los siglos IX y X después de una serie de enmiendas.

## Título
El título completo es Ardā Wīrāz nāmag, "Libro de Wīrāz, el Justo (bendito)". Debido a la ambigüedad propia de la escritura pahlaví, Wīrāz, el nombre del protagonista también puede trasliterarse Wiraf or Viraf. Sin embargo la forma avéstica es Virāza, lo que sugiere que la lectura correcta es z. El término Arda del título (cf. aša, cognado del sánscrito ṛta) es un epíteto de Wīrāz y su traducción se aproxima a "recto, honrado, verdadero, justo". Wīrāz is similar al término protoindoeuropeo *wiHro--, "hombre", ver sánscrito vīra. Por último, Nāmag significa "libro".

## Historia del texto
La fecha del libro se desconoce, pero el académico Charles Francis Horne, en su obra The Sacred Books and Early Literature of the East asume que el libro fue compuesto en la época tardía de la historia antigua del zoroastrismo, probablemente durante el imperio sasánida, entre el año 224 y el 651, cuando el zoroastrismo experimentó un resurgimiento debido a su adopción por parte del Estado. La mayoría de los académicos modernos establecen un terminus ad quem entre los siglos IX y X d. C.

## Resumen
Por su devoción, Wīrāz es escogido para emprender un viaje al más allá a los efectos de verificar la verdad de la fe zoroástrica, luego de un período de confusión en la tierra de Irán, debido a la presencia de religiones extranjeras. El personaje bebe vino junto con soma, un alucinógeno y así su alma viaja hasta el mundo de los muertos, donde es recibido por una hermosa mujer llamada Dēn, quien representa su fe y su virtud. Después de cruzar el Puente Cinvat es conducido por Sraosha, el Devoto, y Atar, el Ángel, a través del "sendero de las estrellas", el "sendero de la luna" y el "sendero del sol", sitios externos al cielo reservado para los virtuosos que, no obstante, han incumplido los preceptos del zoroastrismo. En el cielo, Wīrāz se encuentra con Ahura Mazda, que le muestra las almas de los bienaventurados (ashavan, término alternativo en pahlavi de ardā). Se describe cómo cada persona vive allí una versión idealizada de su vida en la tierra, ya sea como guerrero, agricultor, pastor u otro oficio. Guiado por sus acompañantes, desciende entonces al infierno donde se le muestran los sufrimientos de los réprobos. Una vez completado su viaje onírico, Ahura Mazda explica a Wīrāz que el zoroastrismo es la única vida recta y que así debe vivirse tanto en la prosperidad como en la adversidad.

## Citas del texto
- Introducción
  - Se dice que, hace mucho tiempo, el pío Zoroastro creó la religión, la cual recibió durante su existencia  en  el  mundo;  y  durante  los  primeros  300  años,  la  religión  permaneció  dentro  de  su  pureza original, y sus seguidores la practicaban sin ningún tipo de dudas. Pero  luego,  el  perverso  espíritu  del  mal,  buscando  que  los  hombres  tengan  dudas  acerca  de  esta  religión,  instigó  al  perverso  Alejandro,  el  Romano (sic; Alejandro  Magno),  quien  en  ese  entonces  residía  en  Egipto,  para  venir  al  país  de  Irán  trayendo  consigo  guerra,  crueldad  y  devastación; logró incluso destronar a los gobernantes de Irán, y destruyó la metrópolis y el Imperio, y los llenó de desolación.[7]
- Capítulo XC
  - Entonces vi las almas de aquellos a quienes serpientes picaban y siempre devoraban sus lenguas. Y pregunté así: '¿Qué pecado fue cometido por estos, cuyas almas sufren tan severa pena?' Srosh el pío, y Adar el ángel, dijeron así: 'Estas son las almas de aquellos mentirosos e irreverentes [o 'no confiables'] oradores quienes, en el mundo, hablaron mucha falsedad, mentiras y profanidad.'[7]